# Гринуич (Кънектикът)
Вижте пояснителната страница за други населени места с името Гринуич.
Гринуич (на английски: Greenwich) е град в окръг Феърфилд, щата Кънектикът, Съединени американски щати.
Разположен е на брега на протока Лонг Айлънд, на 40 km североизточно от центъра на гр. Ню Йорк. Населението му е 62 855 души по оценка от 2017 г.

## Личности
Родени в Гринуич
- Глен Клоуз (р. 1947), актриса

Починали в Гринуич
- Стоян Ганев (1955 – 2013), български юрист и политик
- Томи Дорси (1905 – 1956), музикант
- Едуард Стетиниус (1900 – 1949), политик